# Védjegyfigyelés
A védjegyfigyelés (angolul trade mark watching) egy iparjogvédelmi szolgáltatás, amelyet általában iparjogvédelmi képviseleti tevékenységre szakosodott szakemberek (pl. szabadalmi  ügyvivő, ügyvéd), ezek szervezetei vagy néhány országban iparjogvédelmi hivatalok végeznek, megbízás alapján.
A szolgáltatás lényege az, hogy a figyelést végző nyomon követi a megbízó  egy vagy több védjegyével azonos vagy összetéveszthetőségig  hasonlónak ítélhető új védjegybejelentéseket, és tájékoztatja a megrendelőt - többek között - ezen védjegybejelentések hivatalos közzétételéről, ezekadatairól illetve az új védjegybejelentés lajstromozásával szemben elvileg benyújtható felszólalás jogvesztő határidejéről.

## A kutatási jelentésben feltüntetett korábbi jog jogosultjának értesítése
Magyarországon a Szellemi Tulajdon Nemzeti Hivatala a 2003. évi CII. törvénnyel módosított  1997. évi XI. törvény 60/A. §-a alapján a védjegyfigyelés körébe tartozó sajátos szolgáltatást  külön kérelemre nyújtja. "A Szellemi Tulajdon Nemzeti Hivatala a Vt. alapján az érdemi vizsgálatot a korábbi jogok vonatkozásában csak a felszólalás alapján végzi el. A védjegyjogosult szempontjából nem könnyű feladat a felszólalás. Először is, figyelemmel kell kísérnie a védjegybejelentéseket, hogy értesülhessen azokról, amelyek - megítélése szerint - a saját védjegyével, vagy más árujelzővel ütköznek. Másodszor, a felszólalás benyújtására a védjegybejelentés meghirdetésétől számított három hónapon belül van mód. Ahhoz, hogy mindezekről értesüljön a védjegyjogosult, figyelemmel kell kísérnie a Szabadalmi Közlöny és Védjegyértesítő meghirdetéseket tartalmazó rovatát."
A bejelentő, a védjegy jogosultja és a védjegylajstromba bejegyzett használója kérheti, hogy a Szellemi Tulajdon Nemzeti Hivatala a kutatási jelentés másolatának megküldésével értesítse arról a későbbi védjegybejelentésről, amelynek kutatási jelentésében korábbi jogát feltüntették.
A kérelem naptári hónapokra meghatározott - egy évet meg nem haladó, a naptári év vagy félév első napján kezdődő - időszakra terjeszthető elő; a kérelemért külön jogszabályban meghatározott díjat kell fizetni. A Szellemi Tulajdon Nemzeti Hivatala a kérelmet csak a díj megfizetését követően teljesíti.
Az értesítés elmaradása esetén a Szellemi Tulajdon Nemzeti Hivatala a  megfizetett díj egészét vagy a mulasztással arányos részét - kérelemre - visszatéríti. Az értesítés elmaradásának egyéb jogkövetkezménye nincs, így az nem érinti különösen a felszólalásra, illetve a belenyugvásra vonatkozó rendelkezések alkalmazását. Ez a rendelkezés kizárja, hogy egy védjegyfigyelés megrendelője a Hivatalt tegye felelőssé azért,  mert az értesítés elmaradása esetében  a felszólalási határidő elmulasztásával nem nyújtott  be felszólalást.